# Milford (Illinois)
Pour les articles homonymes, voir Milford.
Milford est un village situé dans le comté d'Iroquois, dans l’État de l’Illinois, aux États-Unis. Sa population s’élevait à 1 306 habitants lors du recensement de 2010, estimée à 1 224 habitants en 2016.

## Galerie photographique

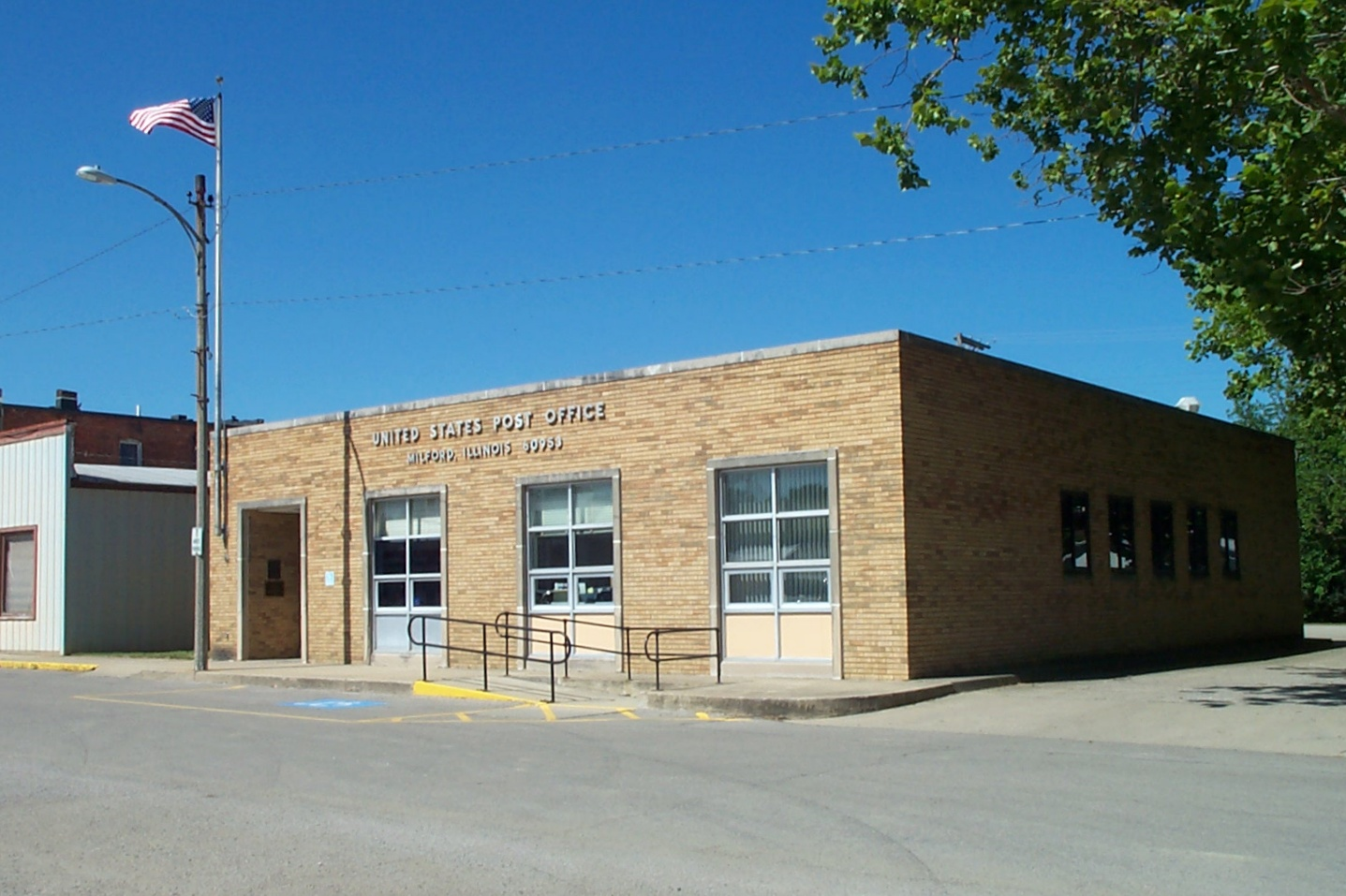
Le bureau de poste
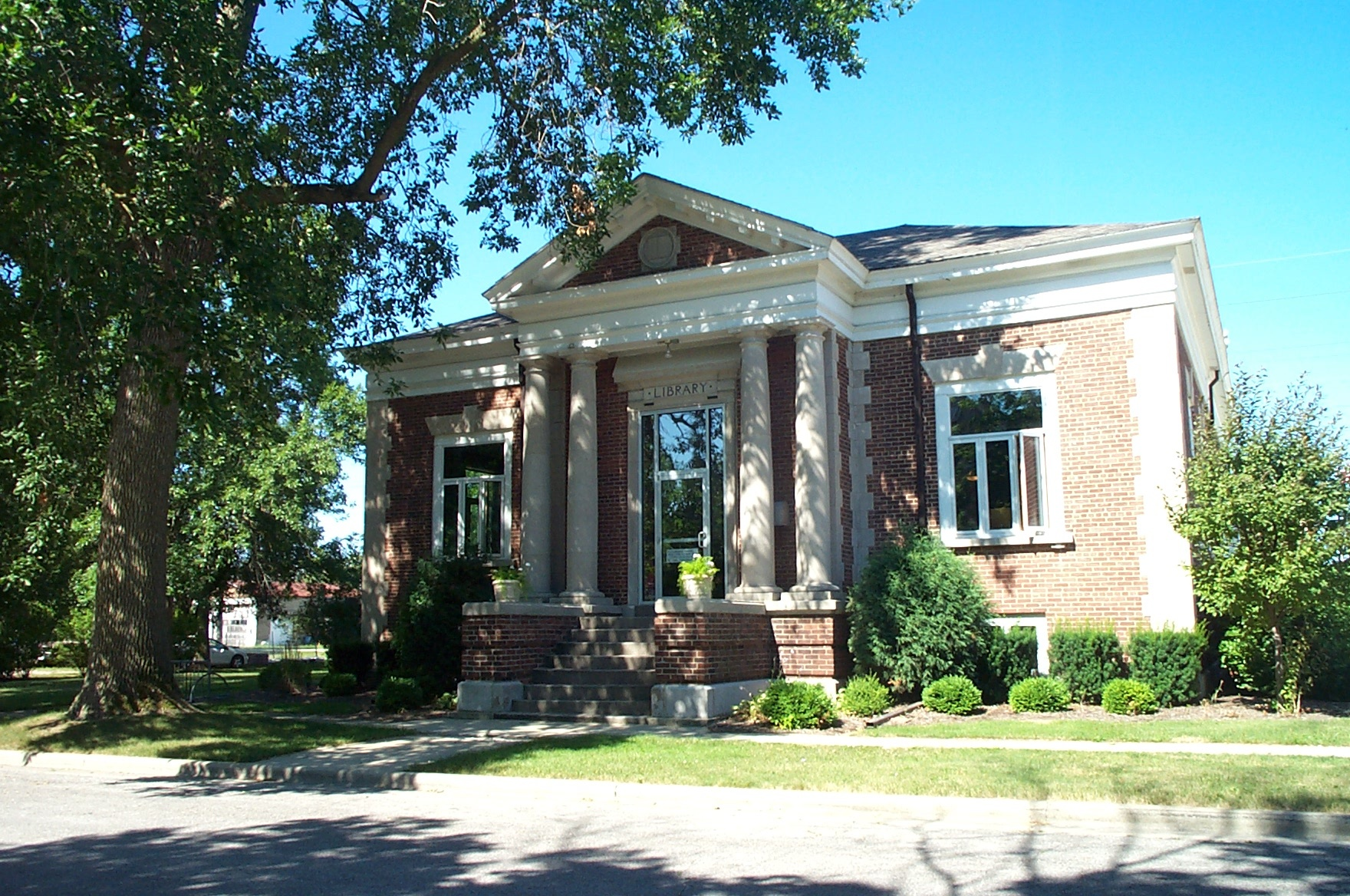
La bibliothèque Carnegie
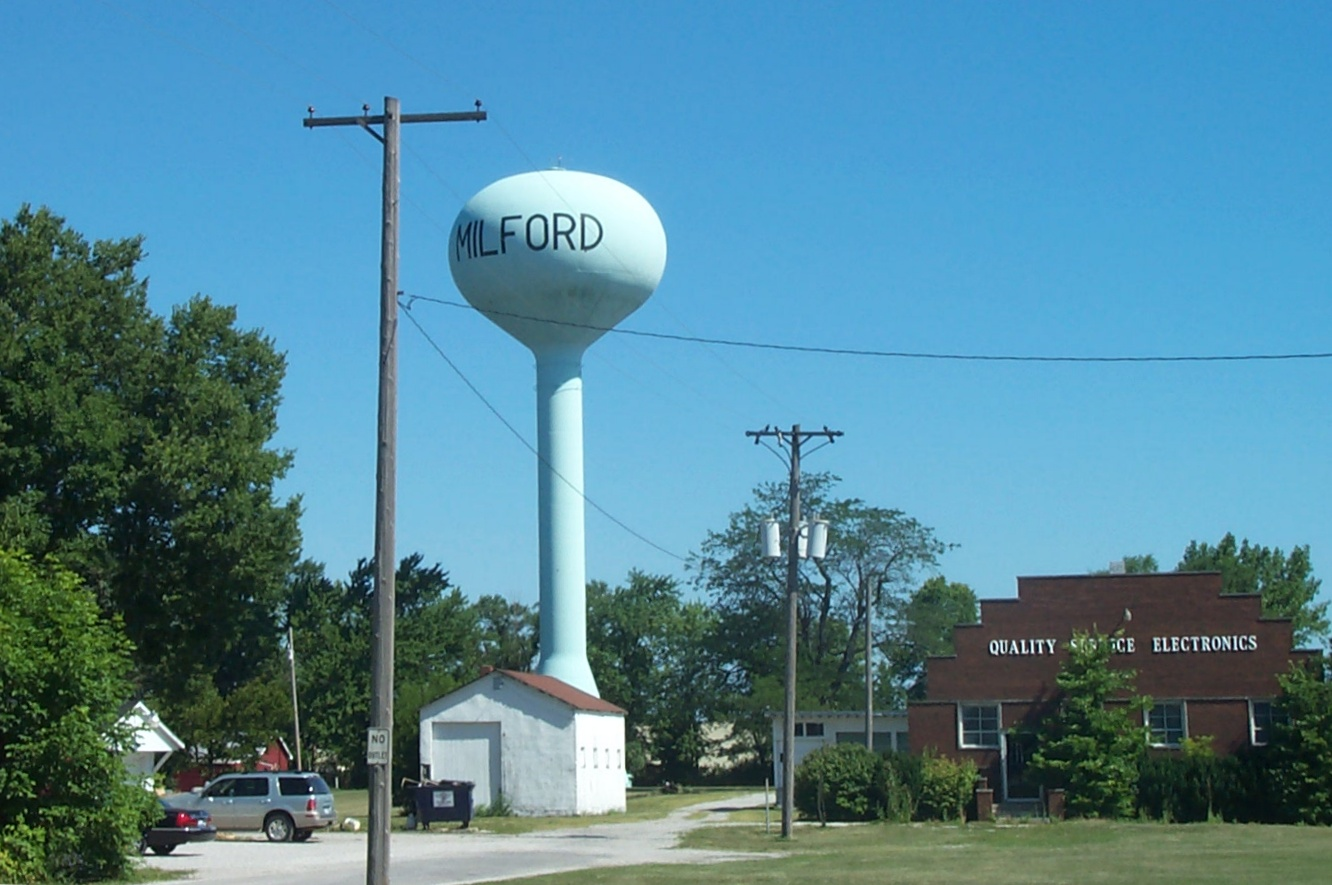
Le château d’eau

## Source
- (en) Cet article est partiellement ou en totalité issu de l’article de Wikipédia en anglais intitulé « Milford, Illinois » (voir la liste des auteurs).